# Winston Churchill
Uppslagsordet "Churchill" omdirigerar hit. För andra betydelser, se Churchill (olika betydelser) eller Churchill (efternamn). För andra med samma namn, se Winston Churchill (olika betydelser).
Winston Leonard Spencer Churchill, född 30 november 1874 på Blenheim Palace, död 24 januari 1965 i London, var en brittisk politiker, författare och officer. Han var brittisk premiärminister 1940–1945 och 1951–1955. Som författare erhöll han Nobelpriset i litteratur 1953. Churchill blev amerikansk hedersmedborgare 1963.
Churchill inledde sin karriär som officer och krigskorrespondent. Han var därefter ledamot i underhuset 1900–1922 och 1924–1964 där han representerade Konservativa partiet, med undantag för perioden 1904–1922 då han var medlem i Liberala partiet. Han var handelsminister 1908–1910, inrikesminister 1910–1911, marinminister 1911–1915 samt 1939–1940, minister för krigsmateriel 1917–1919, krigsminister 1919–1921, kolonialminister 1921–1922, Chancellor of the Exchequer (finansminister) 1924–1929 samt partiordförande för Konservativa partiet 1940–1955.
Churchill var son till den konservative politikern Randolph Churchill (1849–1895), som bland annat innehade posten som brittisk finansminister, och amerikanskan Jennie Jerome Churchill. Han blev bland annat far till Randolph Churchill (1911–1968).
Särskilt under krigsåren blev Winston Churchill känd för sina tal. Bland de många kända citaten finns: "Det här är inte slutet. Det är inte ens början på slutet. Men det är, kanske, slutet på början" ("Now this is not the end. It is not even the beginning of the end. But it is, perhaps, the end of the beginning."). Citatet återspeglar Churchills bedömning av krigssituationen efter det avgörande slaget vid el-Alamein.
I en omröstning, arrangerad av det brittiska TV-bolaget BBC, framröstades Churchill år 2002, i konkurrens med bland andra Isaac Newton och William Shakespeare, till ”tidernas främste britt”.

## Uppväxt
Winston Churchill föddes den 30 november 1874 på Blenheim Palace i Woodstock i Oxfordshire. Hans fullständiga efternamn var Spencer Churchill (han är därmed släkt med den sentida lady Diana Spencer, prinsessan av Wales och mor till den brittiske tronarvingen prins William). Han var ättling till fältherren, förste hertigen av Marlbourough, John Churchill (1650–1722), och son till den framträdande konservative parlamentsledamoten och politikern lord Randolph Churchill (1849–1895), tredje son till den sjunde hertigen av Marlbourough. Hans mor, Jennie Jerome, som nedkom med honom då hon var i sjunde månaden, var dotter till den amerikanske multimiljonären Leonard Jerome. Han fick sedermera en sex år yngre bror, Jack Churchill, och växte upp i London och Dublin.
Som traditionen bjöd inom den engelska aristokratin skickades Churchill redan som åttaåring till internatskola. År 1882 antogs han vid St. George's School i Ascot. Där kom lärarna snabbt att ge honom epitetet en ”mycket odygdig gosse” (a very naughty boy); Churchill var redan som barn en självständig och upprorisk natur som vägrade att lära sig antik grekiska och latin. I självbiografin My Early Life (1930; ”Min ungdom”) har Churchill berättat historien om det första mötet med sin klassföreståndare, som genast gav honom i uppgift att utantill lära sig böjningsformerna av det latinska substantivet mensa (bord). När den unge Churchill något förbryllad frågade om den närmare innebörden av vokativen O mensa, och fick veta att detta skulle han använda sig av när han tilltalade ett bord, slapp det ur honom: ”Men det gör jag aldrig”, varpå den förnärmade pedagogen hotade honom med stryk om han framhärdade i denna sin näsvishet. Denna upplevelse lade grunden för Churchills aversion mot ämnet och han kom aldrig att författa vare sig en grekisk eller en latinsk vers. St. George's var känd för sin, även efter viktorianska mått, osedvanliga brutalitet och den gjorde att Churchill hatade den livet igenom.
Churchill var som barn mycket modersbunden. I brev till sin mamma vädjade han ideligen om att hon skulle komma och besöka honom, eller att hans far skulle ge honom tillstånd att få komma hem. Moderns besök blev dock mycket sparsamma. Till fadern Randolph hade Churchill en icke-relation (vilket inte hindrade honom från att som vuxen ändå skriva en biografi över fadern). Den unge Churchills i hög grad ensamma barndomsår kom naturligt nog att sätta djupa spår i hans person.
Fjorton år gammal, 1888, antogs Churchill som elev vid ärevördiga Harrow School. Där kom han att prestera mindre bra, även om han gjorde bättre ifrån sig i ämnen som intresserade honom, som exempelvis historia. I brev hem till föräldrarna klagade skolledningen dessutom på hans beteende och ”oordentlighet i varje avseende” (irregularity in every way). Man konstaterade visserligen att han var en märkvärdig pojke, och man förvånade sig över varför han med sina förmågor inte gjorde bättre ifrån sig. Churchill försvarade sig med att han varken var lat eller ostädad utan vårdslös och glömsk. På Harrow fick han också gå om flera klasser, vilket dock fick den fördelen att han från grunden lärde sig engelska språket, något som han senare i livet, som författare, talare och politiker, skulle värdera högt.

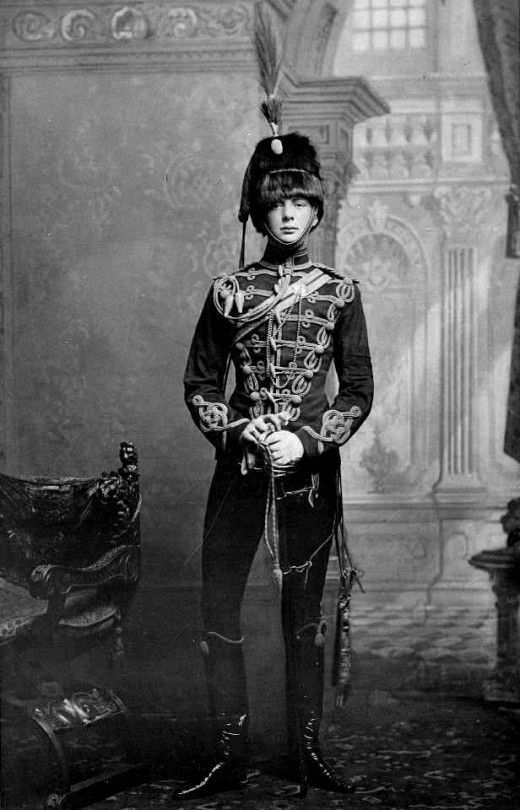
Winston Churchill, second lieutenant 1895

## Armén
Efter fyra misslyckade försök kom Churchill 1893 in på militärakademin Sandhurst, och utbildade sig till kavalleriofficer. Som sådan tog han tjugo år gammal sin examen, och placerades 1895 vid 4:e husarregementet. Efter en kort sejour på Kuba, reste Churchill till Indien, där hans regemente stationerats. Under fritiden var han där en lika ivrig som segerrik polospelare.
Churchills håg stod inte i längden till livet som officer. Istället tog hans intellektuella och litterära intressen överhanden, och han ägnade en stor del av sin tid åt studier och läsning. 1898 skrev han sin första bok, The Story of the Malakand Field Force, en rapport om stridigheterna i norra Indien, och senare, genom att fungera som en ”inbäddad” krigskorrespondent för engelsk press, om britternas krigföring i Sudan. Där deltog han, som stridande, i slaget vid Omdurman i de brittiska stridskrafternas sista betydelsefulla kavallerichock. Senare kom Churchill till Sydafrika för att som krigskorrespondent för Londontidningen The Morning Post bevaka boerkriget. I Transvaal togs han dock som krigsfånge av boerna och internerades i december 1899. Efter en knapp månad som krigsfånge rymde Churchill den 3 januari 1900. Via Portugisiska Östafrika lyckades han sätta sig i säkerhet. Strax därpå utgavs hans enda roman, Savrola, en historia om undertryckandet av, och kampen för, politisk frihet (utgiven på svenska av B. Wahlströms 1958 i ”Blå elitserien”).

## Parlamentet och regeringen
Efter att han lämnat armén och som ett slags krigshjälte återvänt hem, följde Churchill i sin döde fars fotspår och valdes hösten 1900, såsom representant för de konservativa, in i parlamentet. I egenskap av varm anhängare av frihandel och kritisk till den konservativa regeringens protektionistiska strävanden, övergick han fyra år senare, under uppseendeväckande former, till liberalerna.
År 1908 (det år han gifte sig med sin hustru Clementine Hozier) blev Churchill, vid trettiotre års ålder, handelsminister i H.H. Asquiths liberala regering, och därefter – efter en hård konstitutionell konflikt med det konservativt dominerade överhuset – inrikesminister 1910. Under dessa år präglade av radikal reformpolitik, utsattes Churchill för en rad smädeskampanjer, och han anklagades för att förråda sin egen klass – han sades bland annat vara ”en djupt föraktlig person”, vilket man menade emanerade ur hans släkts ”dåliga blod”, som aldrig hade lyckats frambringa någon ”gentleman”. Churchill blev en ifrågasatt minister 1911 då han två gånger satte in armén mot civila; dels mot anarkister i London och dels mot strejkande gruvarbetare i Wales. Att Churchill satte in armén mot strejkande i Wales är en vandringssägen. Han förhindrade att armén skulle sättas in, men lät den vara kvar i bakgrunden. Enbart poliser sattes in. Samma år fick han lämna inrikesministerposten och utsågs till marinminister och fungerade som sådan då första världskriget bröt ut 1914.

## Första världskriget
Under första världskriget var Churchill marinminister (First Lord of the Admirality). Han satte in marininfanteridivisionen i Antwerpen 1914 och deltog själv i striderna. Han var likaså en stark förespråkare för att slå till mot Osmanska riket (Turkiet) genom en attack vid Dardanellerna, men efter ententens förlust i slaget vid Gallipoli tvingades han avgå och tjänstgjorde som officer vid västfronten. Han återkom år 1917 till regeringskretsen som rustningsminister i David Lloyd Georges kabinett.
I BBC-dokumentären The Sinking of the Lusitania: Terror at Sea spekuleras i att Churchill agerat på ett sätt som skulle öka riskerna för en sänkning av RMS Lusitania vilket sedan skedde 1915.

## Mellankrigstiden

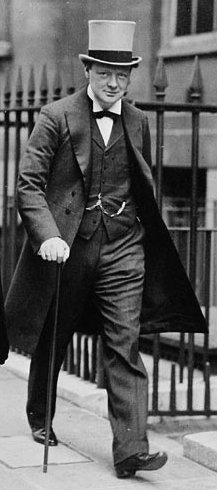
Churchill som marinminister 1912.

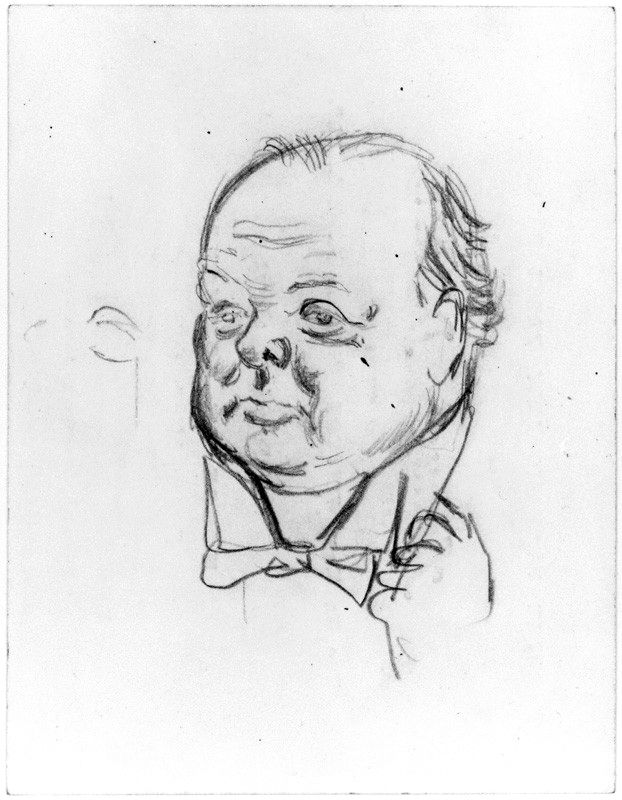
Karikatyr, David Low, 1926.

Efter första världskriget blev Churchill krigsminister (eller försvarsminister) med huvuduppgift att leda den brittiska demobiliseringen, men Churchills fokus kom snart att riktas mot Ryssland och den där pågående bolsjevikiska revolutionen. Han såg med avsky på bolsjevismen, vilken han betraktade som den värsta sortens tyranni. Vladimir Lenin och bolsjevikerna stämplade han som ”de vidriga aporna”, och han avsände betydande kvantiteter krigsmateriel till de ryska, ”vita”, kontrarevolutionärerna. Hans chef, Lloyd George, ogillade emellertid Churchills aggressiva agerande, och som han några år senare skrev, när Churchill väl lämnat liberalerna: ”Den häftigaste och ansvarslösaste antibolsjeviken var mr Winston Churchill.” År 1921 förflyttade han Churchill till posten som koloniminister, och som sådan deltog han i det beslut som 1921 upprättade den Irländska fristaten.
I egenskap av krigsminister 1919–1921 hade Churchill även varit ansvarig för bekämpandet av de kurdiska och arabiska rebellerna i det efter första världskriget brittisk-ockuperade Irak. För att lyckas med uppdraget hade han heller inte uteslutit användandet av gas, för som han sade 1919: Det är skenhelighet att acceptera att förstöra en mans kropp med förgiftat splitter men känna svindel inför att fylla hans ögon med tårgas. Jag är starkt för att använda förgiftad gas mot ociviliserade folkgrupper. Den moraliska effekten skulle vara så stark att förlusten av liv kan reduceras till ett minimum. Det är inte nödvändigt att bara använda de mest dödliga gaserna: gas som orsakar stora olägenheter och skulle sprida en väldig skräck kan användas och skulle ändå inte lämna några allvarliga permanenta effekter på de flesta berörda. (Översatt från engelska)
När den liberala regeringen föll 1922 fick Churchill lämna densamma, och utan säte i underhuset stod han också utanför politiken som helhet. År 1923 fick Churchill istället se sig själv i rollen som målsägande i en pikant förtalsprocess mot lord Alfred Douglas (Oscar Wildes forne älskare). Denne hade i tryckt form spridit ut det antisemitiskt färgade ryktet att Churchill under kriget hade deltagit i en judisk konspiration för att döda krigsministern, lord Kitchener, för att på så sätt ändra krigets gång och stödja den ryska revolutionen. Till saken hörde att Kitchener omkommit i en fartygsolycka 1916 utanför Orkneyöarna på väg till Ryssland för underhandlingar (fartyget körde i verkligheten på en tysk mina). Anklagelserna befanns grundlösa, och Douglas dömdes till sex månaders fängelse.
1924 började Churchill närma sig de konservativa, och då han, efter att som oberoende ”konstitutionalist” med deras stöd återvalts till parlamentet, blev han finansminister i Stanley Baldwins konservativa regering. Samtidigt blev han på nytt medlem i partiet. Som finansminister bedrev Churchill en hårdför konservativ ekonomisk politik, främst manifesterad genom återinförandet av guldmyntfoten. Men denna politik blev olycklig för landet, med ökande arbetslöshet och deflation som följd (vilket f.ö. fick ekonomen John Maynard Keynes att skriva den kritiska boken The Economic Consequenses of Mr. Churchill), och vid valet 1929 förlorade de konservativa makten. De efterföljande årens internationella börsoro och ekonomiska depression drabbade Churchills ekonomi hårt, och han var nära att göra personlig konkurs.
Churchills djupgående antisocialistiska värderingar förledde honom på 1920-talet att se positivt på det fascistiska maktövertagandet i Italien; så sent som år 1935 kallade han till och med Benito Mussolini för ”en verkligt stor man”. Vid spanska inbördeskrigets utbrott 1936 hade han till en början likaså viss sympati för general Francisco Franco, i konflikten mellan nationalister och republikaner.
Under 1930-talet befann sig Churchill ute i den politiska kylan, och han betraktades allmänt som förbrukad. Dessa sina ”wilderness years”, som han senare skulle benämna dem, gav honom bland annat tid att skriva en bok om första världskrigets historia, The Great War (1933–1934), samt författa praktverket i fyra band om sin förfader John Churchill, den förste hertigen av Marlborough, berömd för segern i slaget vid Blenheim (därav namnet på släktgodset) 1704, Marlbourough:His Life and Times (1933–1938). År 1931 skrev den svenske utrikeskorrespondenten och författaren Gustaf Hellström att Churchills tid var förbi. Anledningen till detta var framför allt Indienfrågan. Med sin aristokratiska bakgrund, med hållningar som kallades reaktionära, upptogs Churchill av det brittiska imperiet och dess bevarande, och då regeringen ville ge indierna självstyre, reagerade han fränt. Indien – ”juvelen i kronan” – var enligt hans mening inte moget att erhålla status som självstyrande dominion. Churchill beskrev frihetsledaren Mahatma Gandhi som en ”halvnaken fakir”. Han ansåg inte heller att några som helst fel hade begåtts mot ursprungsbefolkningarna i Amerika och Australien eftersom ”en högre ras hade tagit deras plats”. Sina landsmän beskyllde han för att vara ”fosterlandslösa”, men trots sina ljungande tal blev Churchill utskrattad, och 1935 beslöts i bred politisk enighet om Indiens provinsiella självstyre. Hans renommé skadades ytterligare då han under den så kallade abdikationskrisen, öppet stödde kung Edward VIII och hans planerade giftermål med den frånskilda amerikanskan Wallis Simpson.
Ingen i England verkade heller intresserad av att höra på hans ständiga uppmaningar att försöka stoppa Adolf Hitlers och nazisternas frammarsch. Istället stödde det brittiska folket tanken att relationerna med Tyskland gick att lösa på diplomatisk väg; 1938 års ”Münchenöverenskommelse”, om Tysklands annektering av det tjeckiska Sudetlandet, som enligt premiärminister Neville Chamberlain skulle säkra freden i Europa (peace for our time), kallade Churchill för ett ”fullständigt och eklatant nederlag”, och i ett radiotal, riktat och sänt till det amerikanska folket, den 16 oktober 1938, manade han till militär upprustning och ideologisk kamp mot diktaturen:
| ” | Alexander den store sade en gång att Asiens folk var slavar, därför att de inte hade lärt sig att uttala ordet 'nej'. Må det inte bli gravskriften över de engelsktalande folken eller den parlamentariska demokratin eller Frankrike eller Europas ännu överlevande frisinnade stater! Där har vi i ett enda ord det beslut som frihetens och framåtskridandets, toleransens och den goda viljans krafter bör fatta. Det är omöjligt för en enda nation, hur fruktansvärt rustad den än är, det är omöjligt för en liten grupp av män, våldsamma, hänsynslösa män, som alltid måste kasta en blick tillbaka över axeln, att hämma och fjättra mänsklighetens framåtskridande. De starkaste krafterna i världen är på vår sida, de behöver bara förena sig för att göra sig åtlydda. Vi måste rusta. Storbritannien måste rusta. Amerika måste rusta. /.../ Vi ämnar utan tvivel rusta. Storbritannien kommer att skjuta åt sidan århundradens sedvänjor och föreskriva sina medborgare obligatorisk krigstjänst. Det brittiska folket skall stå upprätt och möta vad helst som kommer. Men vapen – 'instrumenta' som president Wilson kallade dem – är icke tillräckliga i och för sig. Vi måste till dem lägga idéernas makt. Det sägs att vi inte bör låta dra oss in i en teoretisk antagonism mellan nazism och demokrati. Men antagonismen är redan här. Det är just denna idékonflikt som ger de fria länderna en stor del av deras styrka. Ni ser dessa diktatorer på sina piedestaler, omgivna av sina soldaters bajonetter och sina polisuppbåds batonger. På alla sidor bevakas de av massor av beväpnade män, kanoner, flygplan, befästningar – de skryter och förhäver sig inför världen, men i deras hjärtan bor en outtalad fruktan. De är rädda för ord och tankar: ord uttalade i utlandet, tankar som vaknar i hemlandet – desto mäktigare som de är förbjudna – skrämmer dem. En liten tankeråtta smyger sig in i rummet, och till och med de mäktigaste potentater råkar i panik. De anstränger sig till det yttersta för att utestänga tankar och ord. De är rädda för den mänskliga tankens verkningar. Kanoner, flygplan kan de tillverka i stora mängder, men hur skall de kunna undertrycka de naturliga impulserna hos människosjälen, som efter alla dessa århundraden av sträng fostran och framsteg har fått i arv en hel arsenal av mäktiga och oförstörbara kunskaper? Diktaturen – en avgudisk dyrkan av en enda man – är ett övergående stadium. Ett samhällsskick där människorna inte får uttala sina tankar, där barnen anger sina föräldrar för polisen, där en affärsman eller småhandlare ruinerar sin konkurrent genom att sprida skvaller om hans privata åsikter – ett sådant samhällsskick kan inte längre äga bestånd, om det kommer i kontakt med den sunda yttervärlden. Civilisationens och framåtskridandets ljus med dess fördragsamhet och samverkan, med dess värdighet och glädje, har i det förgångna ofta blivit bortskymt. Men jag hyser den tillförsikten att vi nu äntligen hunnit tillräckligt långt före allt detta för att hålla det i schack, för att driva det tillbaka, bara vi inser vad som är i görningen och i tid beslutar att ta upp kampen. Vi kommer att göra det till sist. Men hur mycket svårare blir inte vår uppgift för varje dag den uppskjuts! Är detta en uppmaning till krig? Vill någon påstå att förberedelser till motstånd mot angrepp är detsamma som att lössläppa kriget? Jag säger att det är den enda fredsgarantin. | „ |

Då Josef Stalin och Sovjetunionen, efter Münchenavtalet och Tysklands slutliga uppslukande av den återstående tjeckiska staten 1939, föreslog Frankrike och Storbritannien en trippelallians, som ett sätt att förhindra vidare tysk expansion och garantera de central- och östeuropeiska ländernas säkerhet, vädjade Churchill förgäves till Chamberlain om att anta budet. Senare slog Stalin alla med häpnad, då han i dess ställe ingick i en icke-angreppspakt med sin politiska dödsfiende, Hitler. Churchill var lika frågande och tyckte att ryssarnas agerande var ”en gåta, inlindad i ett mysterium inlindad i en hemlighet”, men, som han sade, kanske fanns det en nyckel till den: ”de ryska nationella intressena”. Pakten gav Tyskland fria händer, och den 1 september 1939 inleddes angreppet på Polen. Andra världskriget hade börjat.

## Andra världskriget

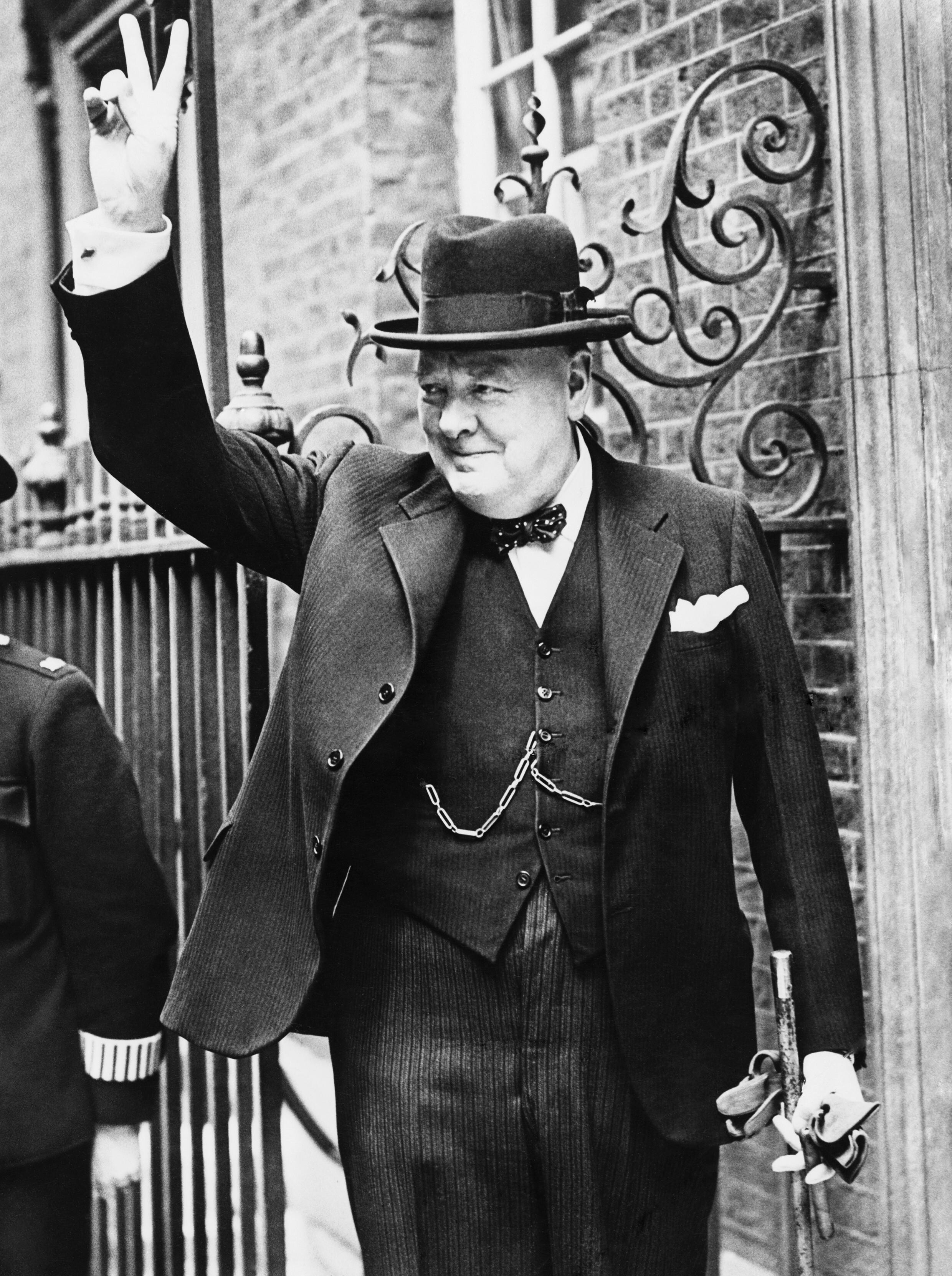
Churchill på Downing Street i London 1943.

Efter att Storbritannien som Polens försvarare hade förklarat krig mot Tyskland kallade premiärminister Chamberlain tillbaka antinazisten Churchill till krigskabinettet. Han blev återigen utsedd till marinminister. Som sådan argumenterade han starkt för att ta kontrollen över de betydelsefulla svenska malmfälten samt den norska utskeppningshamnen Narvik. Denna operation kom dock att föregripas genom den tyska ockupationen av Norge våren 1940, vilket i sin tur bidrog till att underminera Chamberlains auktoritet och ställning som regeringschef. Som huvudansvarig för det så kallade låtsaskriget (phoney war) och efter ett internt uppror bland de egna konservativa leden, tvingades denne avgå månaden därpå. Den 10 maj 1940 utsåg istället kung Georg VI av Storbritannien Winston Churchill till premiär- och försvarsminister och ledare för en nationell samlingsregering där bland andra Labourpartiets ledare Clement Attlee ingick. 
Churchill hade under hela livet haft mycket höga tankar om sig själv och känt att han var kallad av fru Fortuna att fullgöra någon stor uppgift – ett faktum som delvis förklarar hans ofta orädda och impulsiva beteende, och som så ofta verkade stötande på omgivningen, men som genom andra världskrigets försorg skulle vändas till hans fördel. Känslorna han senare beskrev som nyutnämnd 65-årig premiärminister är talande: ”Jag kände mig som om jag gick med ödet och att hela mitt tidigare liv enbart hade varit en förberedelse för denna stund och för denna prövning.”
Den stridbare men egensinnige Churchill blev, med sin karakteristiska hatt, sin cigarr och sitt V-tecken, britternas idealiske ledare under kriget, som hjälpte dem att hålla modet uppe, främst genom sin välutvecklade retoriska förmåga, men också genom att han under hela kriget fortsatte att styra landet från huvudstaden, i ett skyddsrum under Downing Street; Churchill skall en gång ha sagt att om Storbritannien så förlorade kriget och tyskarna marscherade in i London, skulle han ta ett gevär, ställa sig vid närmsta vaktkur, och skjuta ihjäl så många tyska soldater som möjligt, intill ”det bittra slutet”.
Som premiärminister kunde Churchill inte lova sina landsmän annat än "blod, möda, tårar och svett", och även efter att Frankrike kapitulerat, sommaren 1940, vägrade han att ge upp spelet och acceptera Hitlers fredstrevare. Inför den hotande tyska invasionen göt han, trots den prekära situationen, stridslust i det engelska folket, och i ett tal inför Brittiska underhuset den 4 juni 1940, yttrade han i slutet av talet:
| ” | Även om stora områden av Europa och många gamla ryktbara stater har fallit eller riskerar att falla i händerna på Gestapo och nazismens alla avskyvärda verktyg, ska vi inte låta oss tröttas eller misslyckas. Vi ska fortsätta till slutet! Vi ska strida i Frankrike, vi ska strida på haven och oceanerna, vi ska strida med växande självförtroende och växande styrka i luften, vi ska försvara vår ö, hur högt priset än blir. Vi ska strida på stränderna, vi ska strida på landstigningsplatserna, vi ska strida på fälten och på gatorna, vi ska strida i bergen; vi ska aldrig kapitulera, och om, vilket jag inte för ett ögonblick tror, den här ön eller en större del av den blev underkuvad och tvingades svälta, då skulle vårt imperium bortom haven, beväpnat och skyddat av den brittiska flottan, fortsätta kampen, tills när Gud så vill, den nya världen med all sin kraft och makt, stiger fram för att rädda och befria den gamla. | „ |

I ett annat berömt tal i parlamentet den 18 juni 1940, poängterade han att även om det brittiska imperiet bestod i tusen år, skulle eftervärlden inte kunna säga annat än att detta var britternas största stund, Their Finest Hour:
| ” | Slaget om Frankrike är förbi. Jag förmodar att slaget om England börjar när som helst. På det slagets utgång beror det, om den kristna civilisationen skall leva kvar. Därpå beror vårt eget brittiska liv och våra institutioners och vårt imperiums urgamla traditioner. Hela fiendens styrka och raseri måste snart nog vändas mot oss. Hitler vet att han måste bryta ner oss på denna ö eller också förlora kriget. Om vi kan stå honom emot kan hela Europa bli fritt och hela världens liv kan gå vidare ut över soldränkta vidder. Men om vi misslyckas, då sjunker hela världen, Förenta staterna också, och allt som vi känt och älskat, ner i en ny mörk tids avgrund, som blott blir mörkare, och kanske också djupare, genom att en missriktad vetenskap hjälpt till att skapa den. Låt oss därför samla oss för våra plikter och skicka oss så att om det brittiska imperiet så varar i tusen år folk alltjämt skall säga: 'Det var deras största stund'. | „ |

Då det stod klart att Storbritannien, tack vare Royal Air Force och dess unga stridsflygares insatser, och närmast mot alla odds, lyckats parera det tyska invasionsförsöket sommaren 1940, kunde Churchill konstatera att aldrig förr i mänsklighetens långa konfliktfyllda historia "hade så många haft så få att tacka för så mycket" (tal 20 augusti 1940). Under det efterföljande året kom London, Coventry och en rad andra städer och industricentra, att drabbas av det tyska flygvapnets terrorbombningar, den så kallade blitzen. Men dessa svåra prövningar fick britterna att svetsas samman än mer, och i ett tal inför Londons stadsfullmäktige år 1941, med ord riktade direkt till Hitler, sammanfattade Churchill, under stort bifall, den folkliga motståndsviljans djupaste känsla: You do your worst – and we will do our best! Senare skulle även de allierade, med intensifierad styrka, använda sig av den tyska terrortaktiken, genom bombningarna av bland annat Köln, Hamburg och Dresden, med omfattande civila förluster som följd.
Tyskarnas angrepp på Sovjetunionen, midsommartiden 1941, innebar att Storbritannien inte längre stod ensamt i kampen mot Nazityskland. Trots sin uttalade antikommunism tvekade Churchill inte att alliera sig med Stalin. Samma dag som operation Barbarossa inletts talade han i radio, där han meddelade att även om han inte tog tillbaka ett ord av vad han tidigare sagt om kommunismen och proletariatets diktatur, så bleknade allt detta bort inför det som inträffat:
| ” | Jag ser de ryska soldaterna stå vid sitt hemlands tröskel och försvara de fält som deras fäder brukat sedan urminnes tid. Kan ni tvivla på vad vår politik blir? Vi har bara ett mål, en enda väg vilken vi inte kan lämna. Vi är beslutna att krossa Hitler och varje spår av nazistregimen. Från detta mål kommer ingenting att få oss att avvika – ingenting. Vi kommer aldrig att parlamentera, aldrig att underhandla med Hitler eller någon av hans liga. Vi ska slåss mot honom till lands, vi ska slåss mot honom till sjöss, vi ska slåss mot honom i luften tills vi med Guds hjälp har utplånat hans skugga från jorden och befriat folken från hans ok. Varje människa, varje land som bekämpar nazismen ska få vårt stöd. /.../ Det är vår politik, det är vår deklaration. Därav följer att vi ska ge allt vad vi kan för att hjälpa Ryssland och det ryska folket. | „ |

Själv halvamerikan hade Churchill länge arbetat för att få president Franklin D. Roosevelts officiellt neutrala (”icke-krigförande”) USA med i kriget, och i samband med deras sammanträffande vid Newfoundland i augusti 1941, kunde de båda ledarna presentera den så kallade Atlantdeklarationen – ett principprogram som betonade mänskliga politiska fri- och rättigheter och samarbete – som ett svar på den planerade nazistiska världsordningen. Deklarationen skulle sedermera också ligga till grund för utformningen av Förenta nationernas stadga. Men det var först efter, det med tyskarna allierade, japanska angreppet på den amerikanska militärbasen Pearl Harbor, som USA fullt ut slöt upp på britternas sida i kriget. Därmed hade Hitler fått tre mäktiga och förbittrade fiender, ”de tre stora”. Dessa saknade dock ett gemensamt slutmål, något som, i synnerhet mellan Churchill och Stalin, skapade en lika ömsesidig som berättigad misstro.

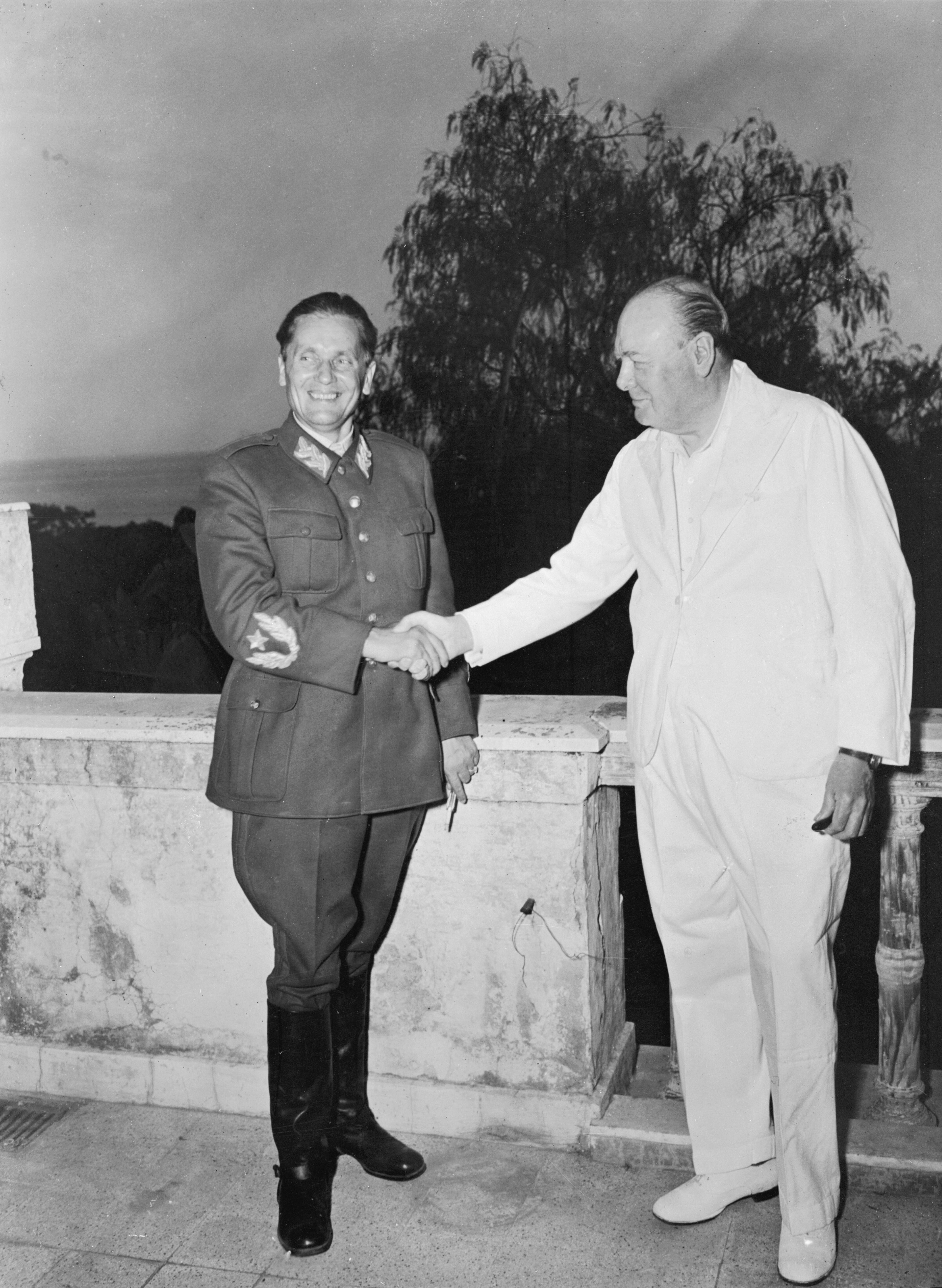
Winston Churchill och Josip Broz Tito i Neapel 1944.

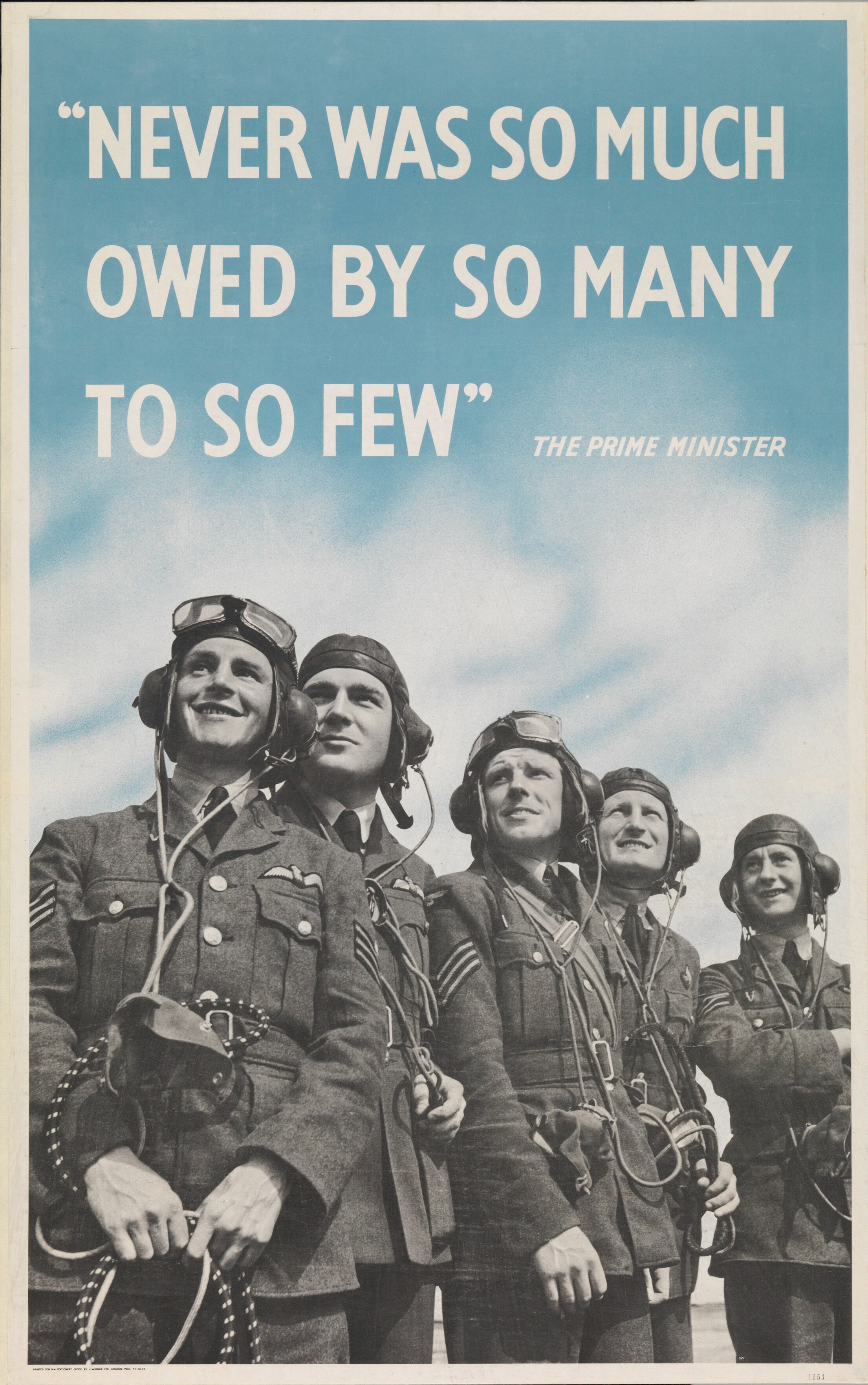
Storbritanniens hjältar 1940.

Efter år av krig utan påtagliga och positiva resultat, med nederlag i bland annat Singapore och Burma, började kritik riktas mot Churchill och hans ledarskap; några gick till och med så långt att de krävde hans avgång som premiär- och försvarsminister. I juli 1942 fick han i underhuset höra att han som ledare visserligen vann ”debatt efter debatt” men förlorade ”slag efter slag”, samtidigt som han beskylldes för att verka se ”debatten som ett krig och kriget som en debatt”. Den efterföljande förtroendeomröstningen vann Churchill med förkrossande majoritet, 477 mot 25.
År 1942 krävde Stalin en andra front i Frankrike, en åsikt som även delades av Roosevelt. Detta motarbetades av Churchill, som fann företaget utsiktslöst. Istället riktade han och britterna fokus mot ökenkriget och Nordafrika (”indirekta strategin”), där en allierad landstigning syntes mer genomförbar, och där tyska trupper under sommarens lopp hade hejdats av brittiska styrkor, utanför El Alamein i Egypten. I augusti 1942 for Churchill personligen till Kairo, för att inspektera trupperna och överföra dess befäl till generalerna Harold Alexander, 1:e earl Alexander av Tunis och Bernard Montgomery. Senare under hösten kunde britterna fira sin dittills största militära triumf, då ”ökenrävens”, general Erwin Rommels, tyska armé definitivt slogs tillbaka. Detta blev en av andra världskrigets mest avgörande vändpunkter, som i förlängningen (genom operation Torch) gav de allierade kontroll över hela Medelhavsregionen. Men i det allmänna segerruset klargjorde Churchill, i ett tal den 10 november, att kriget långtifrån var slut med detta, det var inte ens början på slutet, men det var, ”möjligen, slutet på början”.
Krigets allmänna fysiska och psykiska påfrestningar gick inte heller britternas premiärminister förbi. Under ett besök i Vita huset, i december 1941, drabbades han av en mindre hjärtinfarkt, och två år senare fick han lunginflammation.
Winston Churchill var en känd storkonsument av alkoholdrycker och rökte även cigarr. Trots detta var han förmögen att sköta sitt arbete. Vid ett tillfälle ska han ha sagt: "I have taken more out of alcohol than alcohol has taken out of me" ("Jag har tagit mer ut av alkohol än vad alkohol har tagit ut av mig.").
Slaget vid Stalingrad, och den tyska kapitulationen, vintern 1943, innebar ett kraftigt bakslag för Hitler, och ryssarna kunde därefter, sakta men säkert, inleda sin offensiv västerut. Den 6 juni 1944 (”D-dagen”), och de efterföljande dagarna, landsteg massiva brittiska och amerikanska styrkor i franska Normandie. Axelmakterna var därmed tillbakaträngda på alla fronter, och kollapsade slutligen tio månader senare, i månadsskiftet april/maj 1945.
I oktober 1944 träffade Churchill den sovjetiske ledaren Josef Stalin i Moskva och föreslog en uppdelning av Östeuropa i intressesfärer (se artikeln Procentavtalet). De kom överens om att Sovjetunionen skulle ha 90 procent inflytande i Rumänien och 80 procent i Bulgarien och Ungern. Storbritannien skulle ha 90 procent i Grekland. I Jugoslavien skulle de ha 50 procent var.
Medveten om Stalins framtida maktanspråk i Europa, och trots 1945 års Jaltakonferens där Europas gränser i huvudsak dragits upp, argumenterade Churchill med emfas i krigets slutskede för att västmakternas styrkor skulle intensifiera sin framryckning, och möta Röda armén längre österut och hinna före till Berlin och Prag, för att på så sätt rädda undan så många östeuropeiska stater som möjligt från Sovjetunionens inflytande. Detta var amerikanerna och president Roosevelt, och efterträdaren, Harry S. Truman, inte lika intresserade av. Överbefälhavaren för de gemensamma allierade styrkorna i Europa, Dwight D. Eisenhower, önskade heller inte offra amerikanska soldaters liv för Churchills, som han menade, politiska intressen, utan beordrade i april 1945 halt vid tjeckiska gränsen. Det fanns ingen motsättning mellan Churchills agerande nu och överenskommelsen med Stalin föregående år. Churchill accepterade det sovjetiska inflytandet i Östeuropa men försökte begränsa det i Centraleuropa.
Efter den tyska kapitulationen, och efter att ha uppnått sitt mångåriga mål, Nazitysklands undergång, talade Churchill den 8 maj 1945, från hälsoministeriets balkong i Whitehall, till sina jublande landsmän och prisade deras insatser och strävsamhet under kriget, och han utropade: God bless you all. This is your victory!, varpå det från folkhavet hördes: No, it's yours!

## Efterkrigstiden

Segerfirande, Whitehall 8 maj 1945.

Churchills heraldiska vapen.

Det första parlamentsvalet till underhuset på tio år hölls tämligen snabbt efter att Tyskland besegrats. Valet hölls den 5 juli 1945 men blev inte någon framgång för Churchill. Av de 602 underhusledamöter som valdes fick Labour hela 393 (ökning med 239 mandat) medan Tories endast fick 197 platser i underhuset (förlust av 189 mandat). Det liberala partiet minskade från 21 till 12 mandat.
Britterna röstade således för ett regeringsskifte med mycket bred marginal. Trots segern i kriget delade inte alla britter nödvändigheten av att till exempel gå i krig för Polens skull 1939 etc. Churchill var mindre populär i proletära och pacifistiska kretsar. Labourledaren Clement Attlee bildade regering, efter löften om en välfärdsstat: 1946 infördes gratis hälso- och sjukvård för alla, genom antagandet av National Health Service Act. Valnederlaget tog Churchill hårt, men efter de många krigsåren (som Churchill i så hög grad var förknippad med) fanns en utbredd krigströtthet och en önskan om förnyelse ny framtidstro. I valrörelsen 1945 hade Churchill också förvånat många genom sina hätska attacker på Labour och varningar om att en kommande socialistregering, som genom sina krav om planhushållning och förstatligande av betydelsefulla industrier, riskerade att utvecklas till ett nytt ”gestapo” (some form of Gestapo). Detta bet dock inte på de brittiska väljarna, och det blev istället premiärminister Clement Attlee som avslutade Storbritanniens krigsinsats, efter Japans kapitulation i augusti 1945.
Churchill varnade starkt för Sovjetunionens maktambitioner i östra Europa, och i det så kallade Fulton-talet 1946 var han den som myntade begreppet ”järnridån”, om kontinentens delning i ett kommunistiskt öst och demokratiskt väst: From Stettin in the Baltic to Trieste in the Adriatic, an Iron curtain has descended across the continent. När Churchill sedan under kalla krigets inledande år, vid 1950-talets början, var i avslutningsskedet av författandet av sin version av andra världskrigets historia, och där lät förstå att det i själva verket var amerikanernas och överbefälhavaren Eisenhowers handlande som var orsaken till att exempelvis tjeckerna levde under kommunistisk regim, blev han 1953, för att undvika politisk kontrovers, föranlåten att ändra i sitt manuskript, eftersom denne samtidigt valts till USA:s president. Strax före Stalins död samma år anförtrodde Churchill vännen och privatsekreteraren John Colville, att han trodde att det kommunistiska systemet skulle vara borta från Östeuropa inom loppet av dennes förväntade livslängd (Colville berättade detta 1985; Berlinmuren föll fyra år senare).
Churchill engagerade sig efter andra världskriget för europeisk samverkan (dock ej i Kol- och stålunionens form, föregångaren till dagens EU), och argumenterade bland annat för ett konfederativt uppbyggt europeiskt råd, något som också kom till stånd år 1949, då han deltog i Europarådets första session.
År 1951 återkom Churchill som premiärminister. Hans andra ämbetsperiod kom att präglas av hans ambitioner att försvara återstoden av det gamla ”imperiet”, och han kämpade i det längsta mot upplösningstendenserna, inte sällan med militärt maktspråk, som i exempelvis Mau-Mau-gerillans Kenya. Han var också mån om de särskilda relationerna med USA.

### Ålderspresident
År 1953 drabbades Churchill av ett slaganfall (stroke), och 1955 tvingades han av åldersskäl lämna premiärministerämbetet. Han tog ej heller emot den sedvanliga pär-titeln med plats i överhuset, utan förblev sina konstitutionella ideal trogen och avslutade 1964 sin politiska bana som underhusets ålderspresident (Father of the House). Hans maka Clementine mottog efter Churchills död 1965 pär-titeln som baronessa.
Winston Churchill led ibland av depressioner. Han kallade själv tillståndet 'sin svarta hund' (black dog).

### Nobelpristagare
Från 1948 till 1954 utkom Churchills The Second World War i sex band, och 1953 tilldelades han nobelpriset i litteratur. Svenska Akademiens motivering löd: ”...för hans mästerskap i historisk framställning samt för den lysande talekonst, med vilken han framträtt som försvarare av höga mänskliga värden.” Sigfrid Siwertz yttrade i samband med prisutdelningen: ”Ingen har sedan Shakespeare och Dickens tid med så fulländat mästerskap behärskat engelska språkets svårspelade instrument”. Samma år dubbades han av drottning Elizabeth II till riddare av Strumpebandsorden, och blev sir Winston. År 1963 förärade den amerikanska kongressen och president John F. Kennedy honom titeln ”amerikansk hedersmedborgare”.

### Statsbegravning
Efter sin bortgång, på morgonen den 24 januari 1965 (på sjuttioårsdagen av sin fars död), erhöll sir Winston Churchill under stora hedersbetygelser en statsbegravningsceremoni i Saint Pauls-katedralen i London den 30 januari 1965. Gravsättningen ägde därefter rum på Bladons lantkyrkogård i Oxfordshire, inte långt från hans födelseplats Blenheim.

## Måleri
Winston Churchill var en flitig amatörmålare. Omkring 500 verk finns efterlämnade av hans hand.

## Utmärkelser
- Strumpebandsorden
- Order of Merit
- Companions of Honour
- Terrirtorial Decoration
- Kanadensiska kronrådet
- Deputy Lieutenant
- Fellow of the Royal Society
- Royal Academy of Arts
- Nobelpriset i litteratur 1953

## Bilder

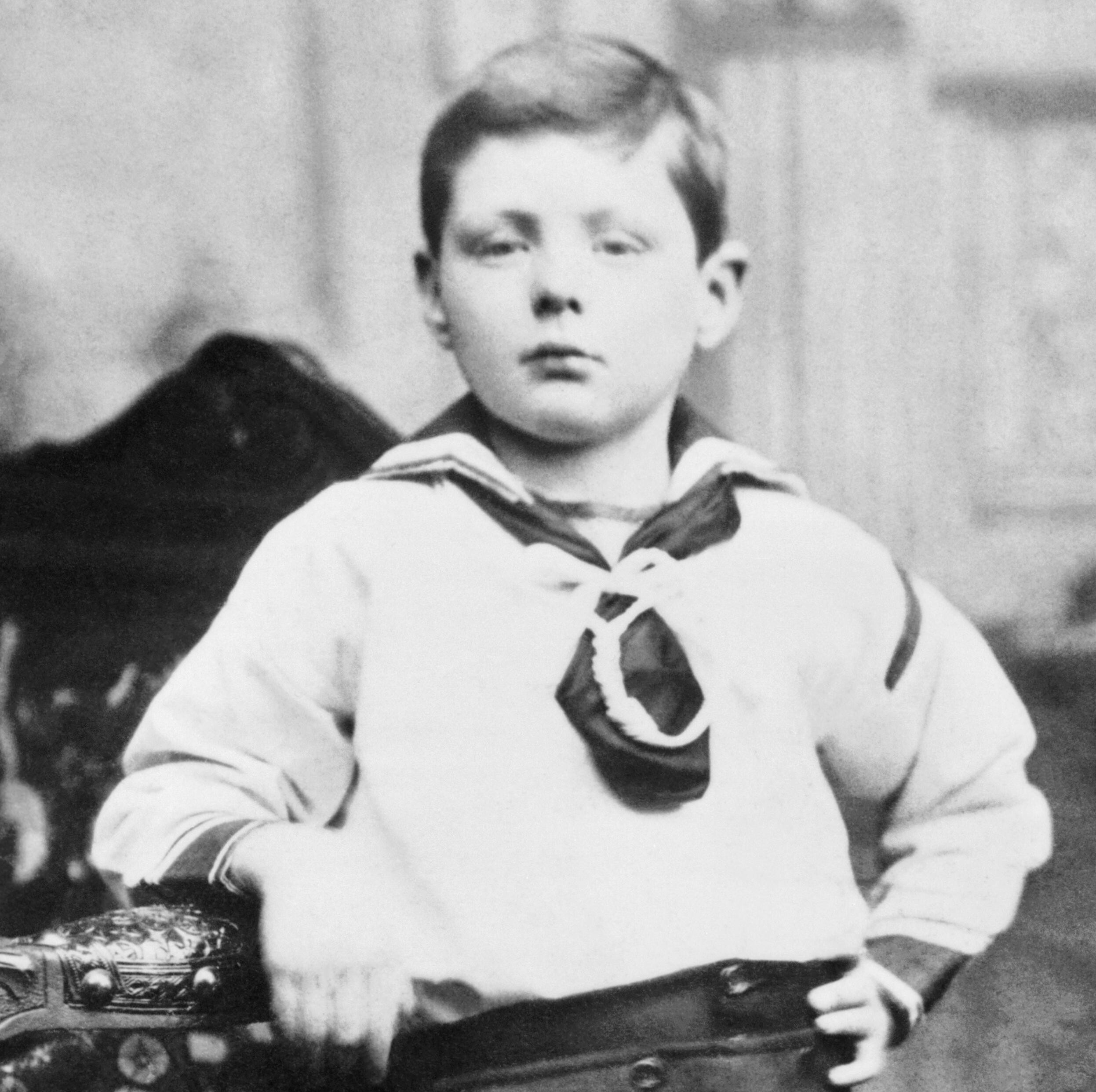
Winston Churchill som ung pojke, 7 år i Dublin, Irland.
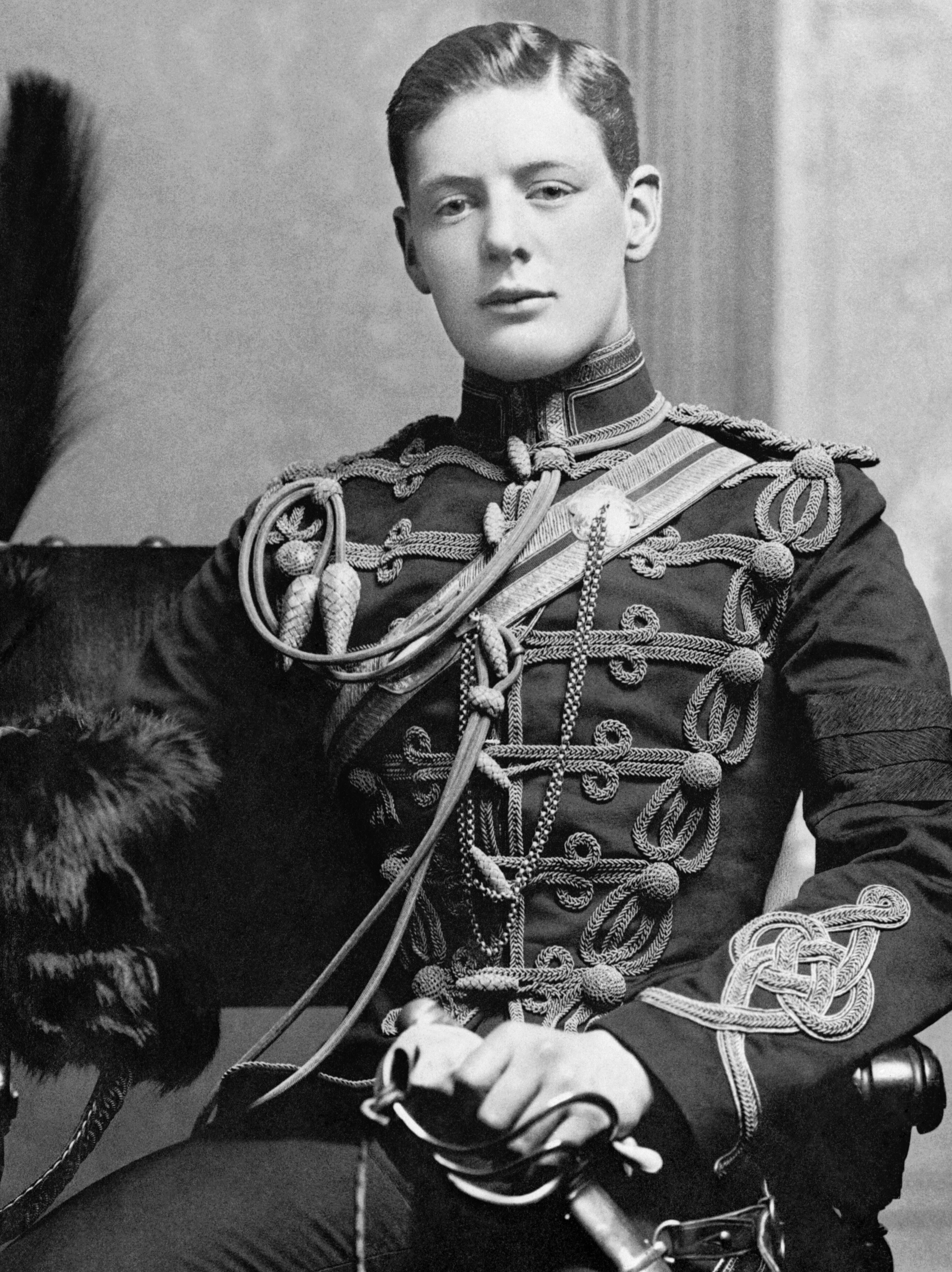
Churchill i husaruniform i februari 1895.
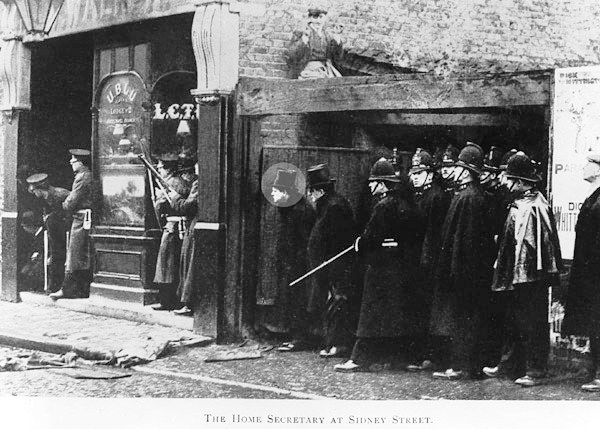
Winston Churchill (markerad) under belägringen av Sidney Street, 3 januari 1911.
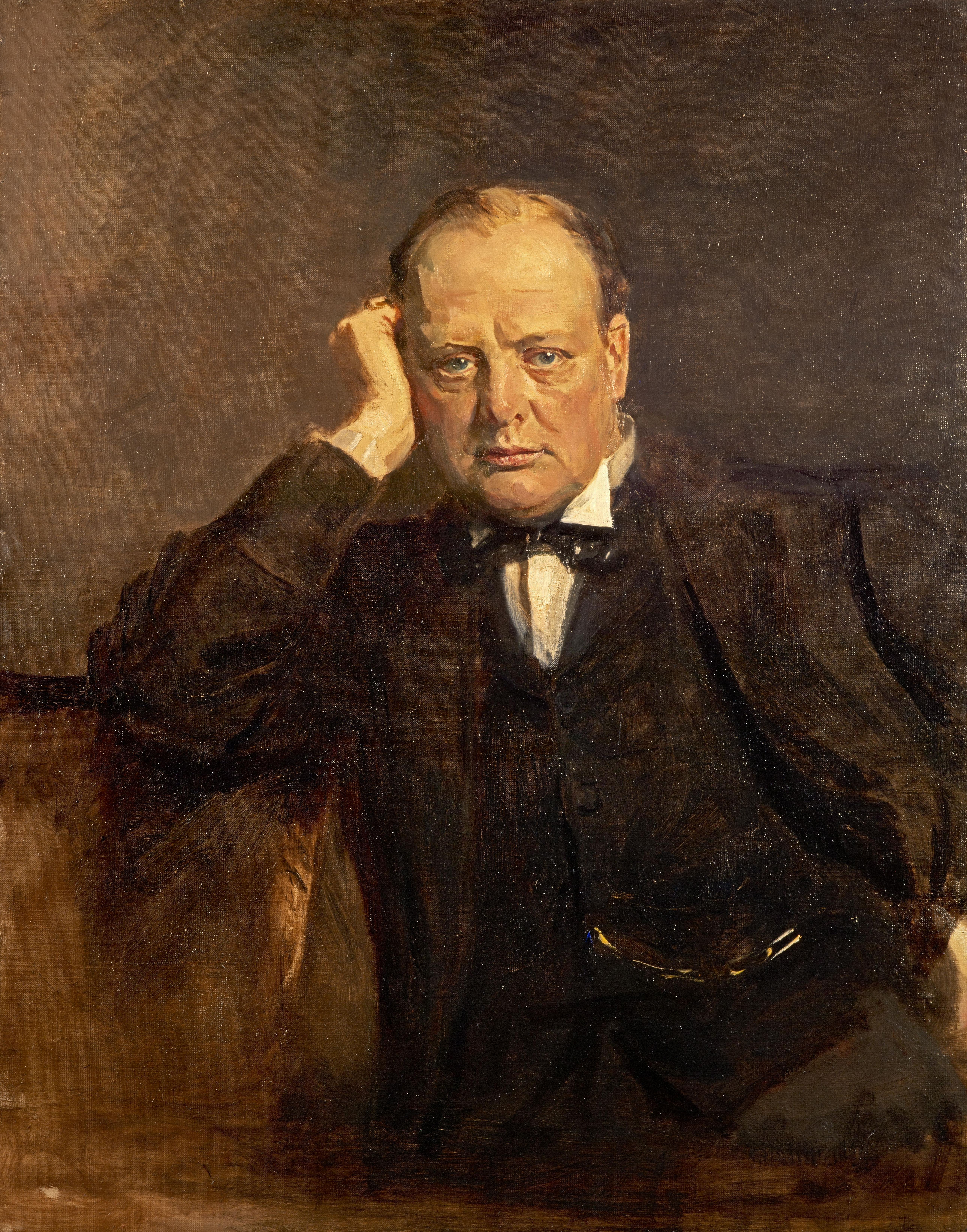
Porträtt av James Guthrie, 1920.
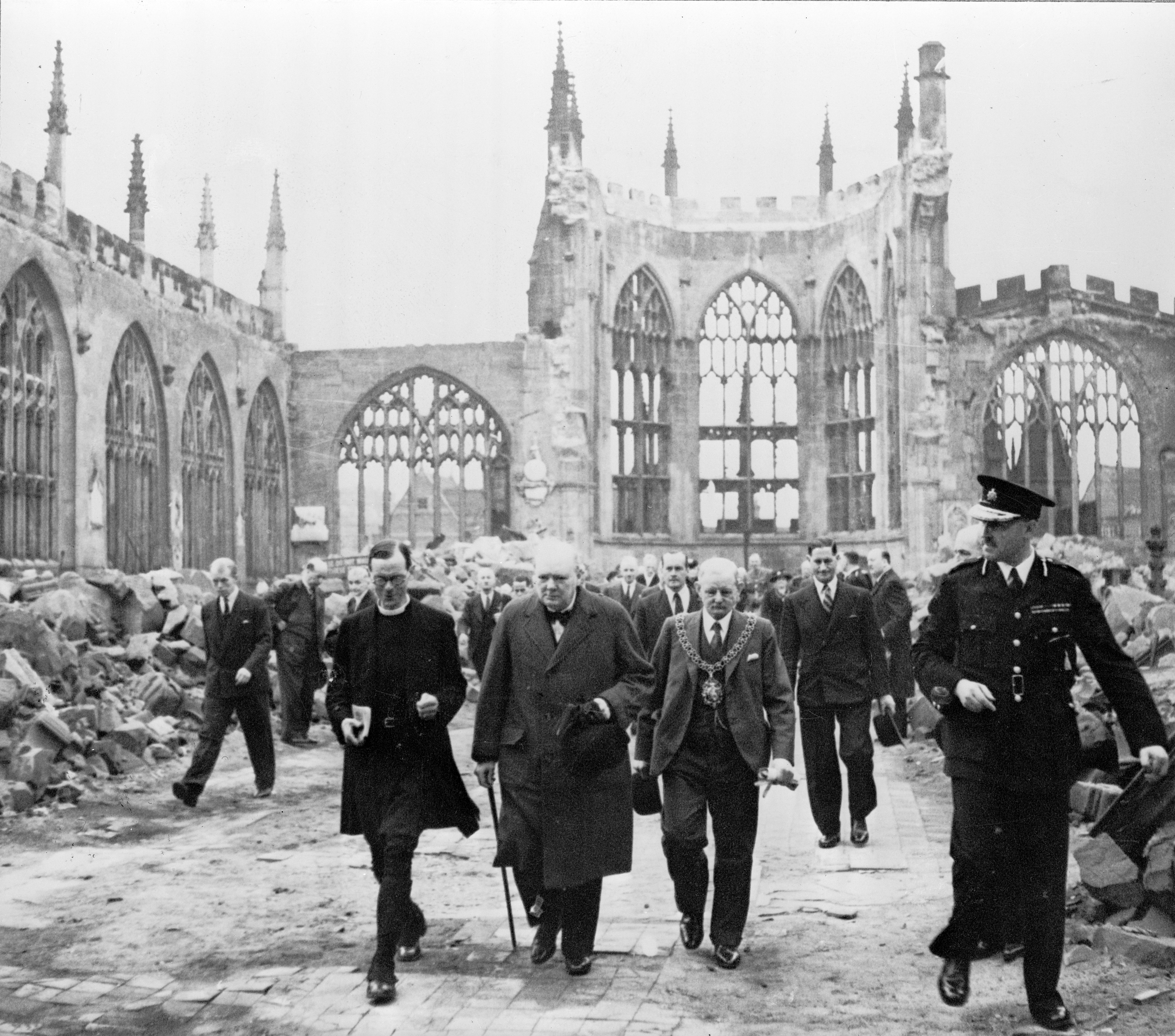
Winston Churchill går genom ruinerna av Katedralen i Coventry, 1942.
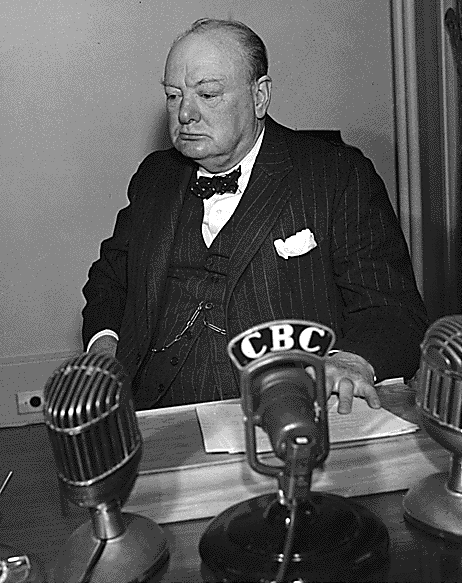
Churchill vid Quebeckonferensen, 1943.
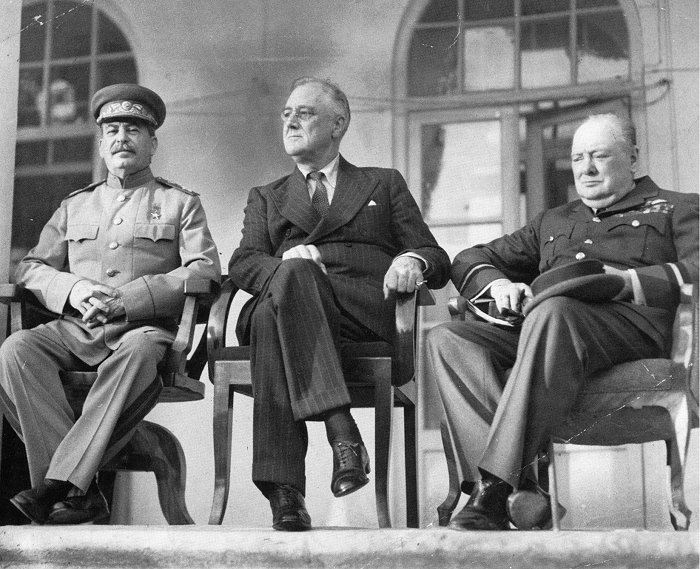
Josef Stalin, Franklin D. Roosevelt och Churchill vid Teherankonferensen, 1943.
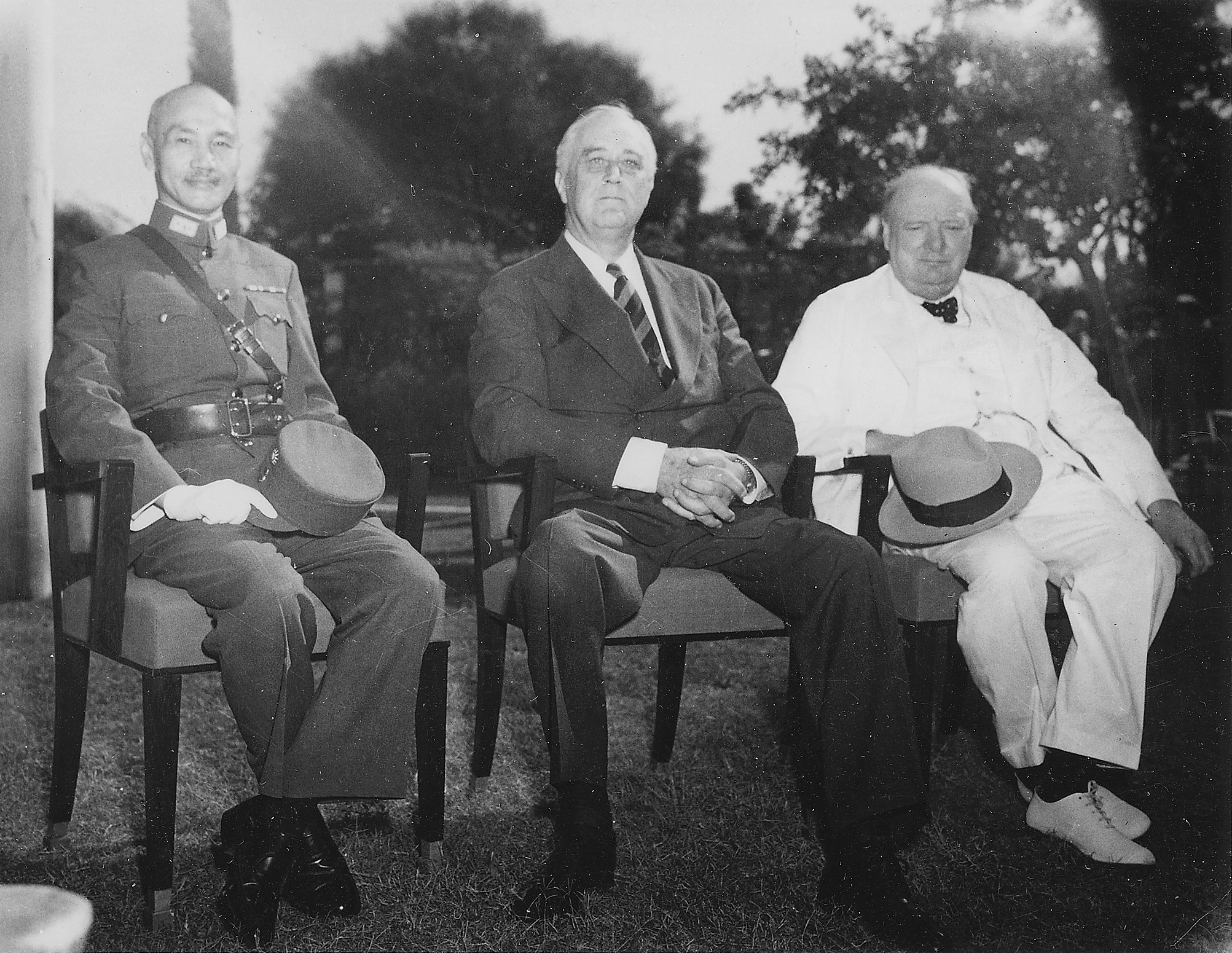
Chiang Kai-shek, Roosevelt och Winston Churchill vid Kairokonferensen, 1943.
Fältmarskalk Sir Alan Brooke, Churchill och general Sir Bernard Montgomery, 12 juni 1944.
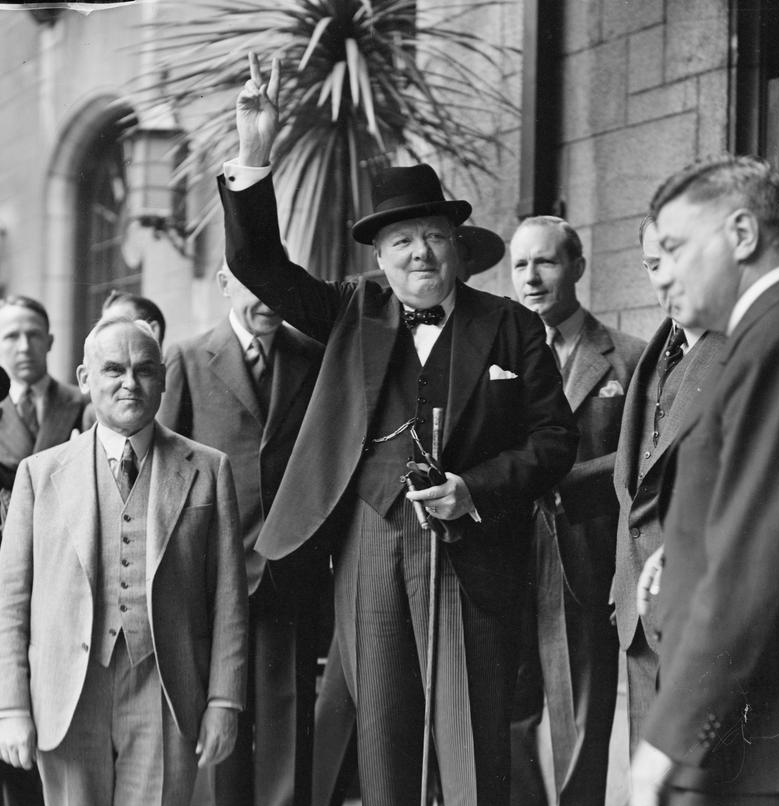
Churchill och William Lyon Mackenzie King med kanadensiska ministerrådet på Château Frontenac under Andra Quebeckonferensen 1944.
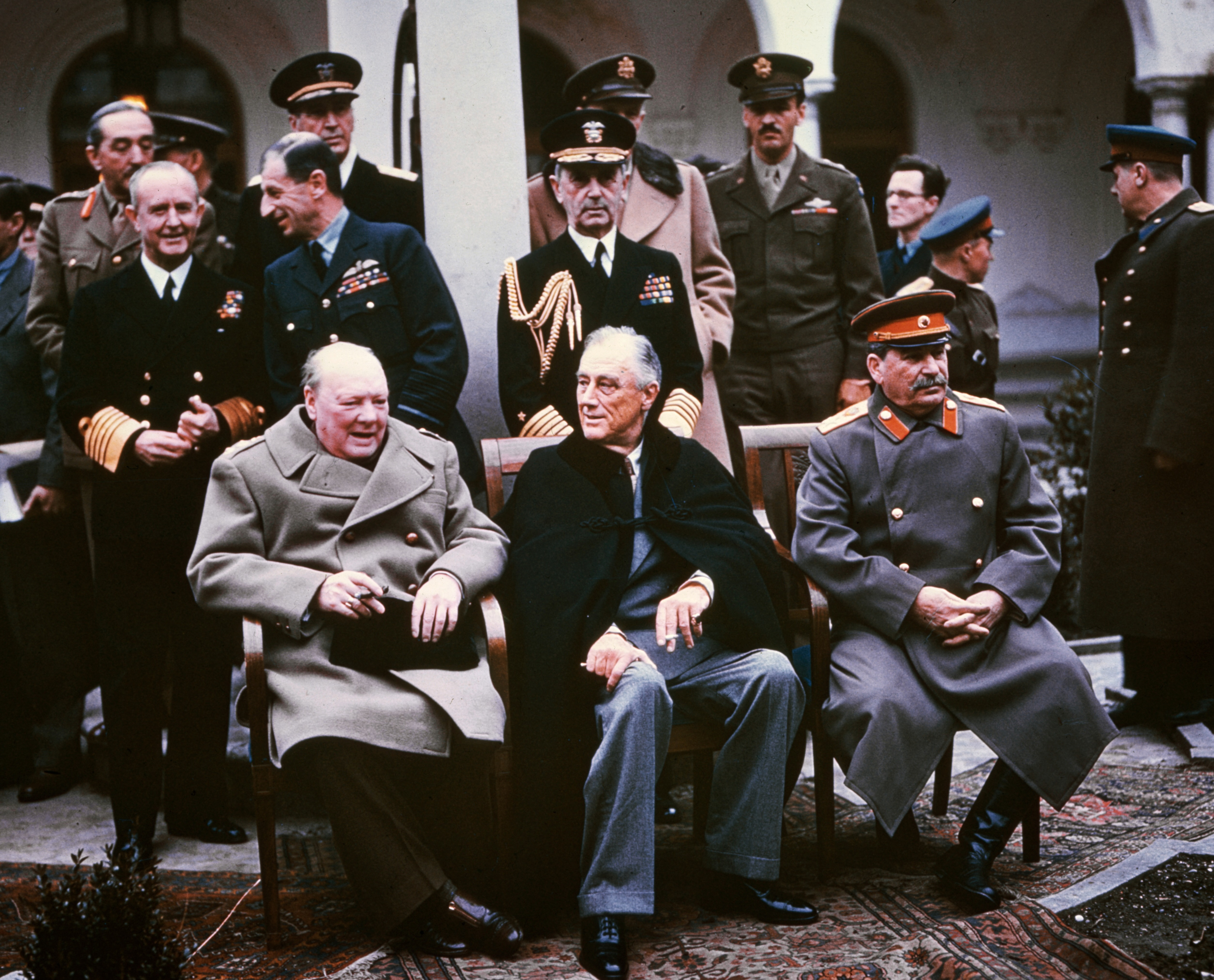
Krigets segrare: Churchill, Roosevelt och Stalin. Jaltakonferensen 1945.
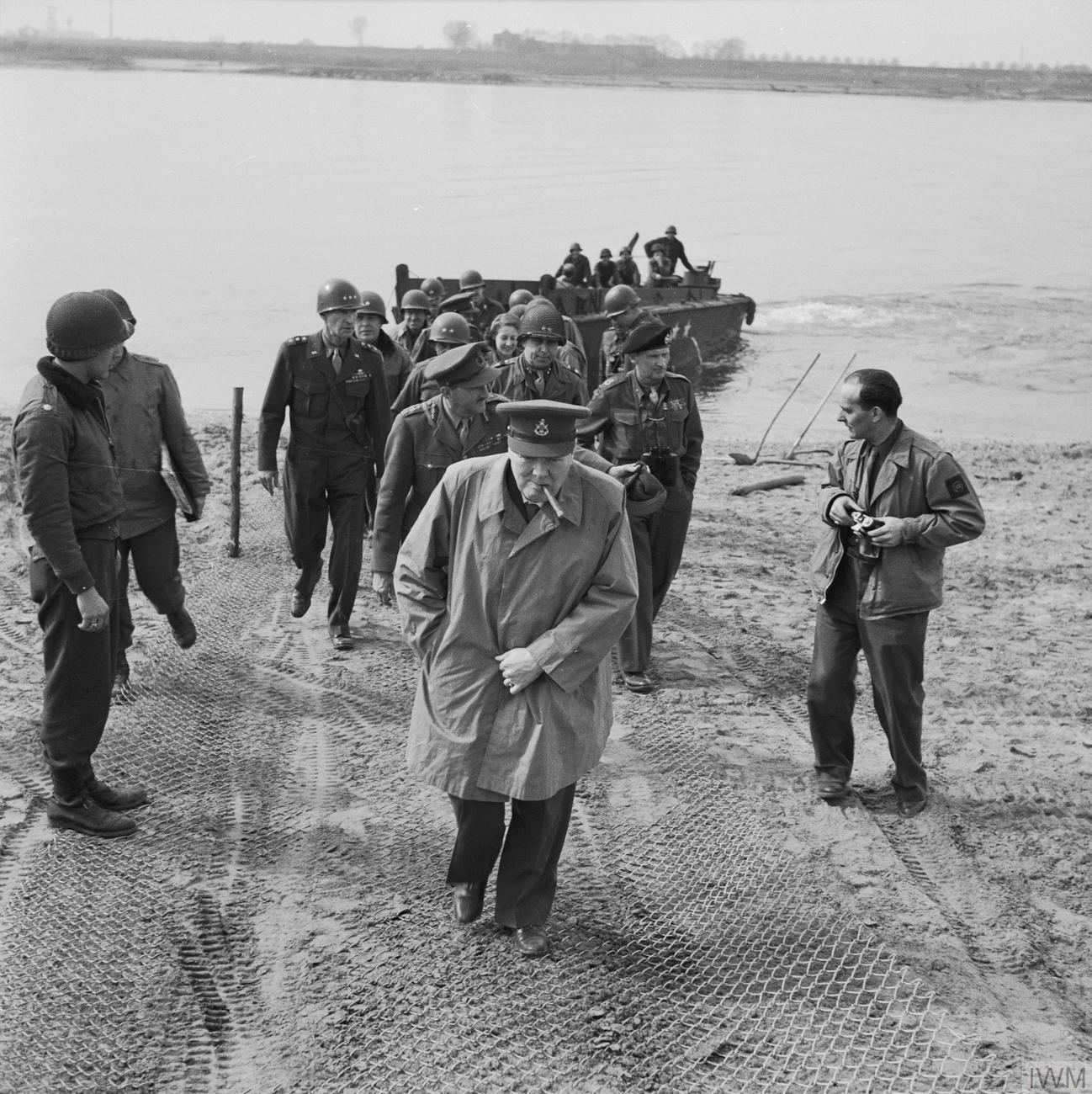
Churchill på östra stranden av Rhen, söder om Wesel, 25 mars 1945.
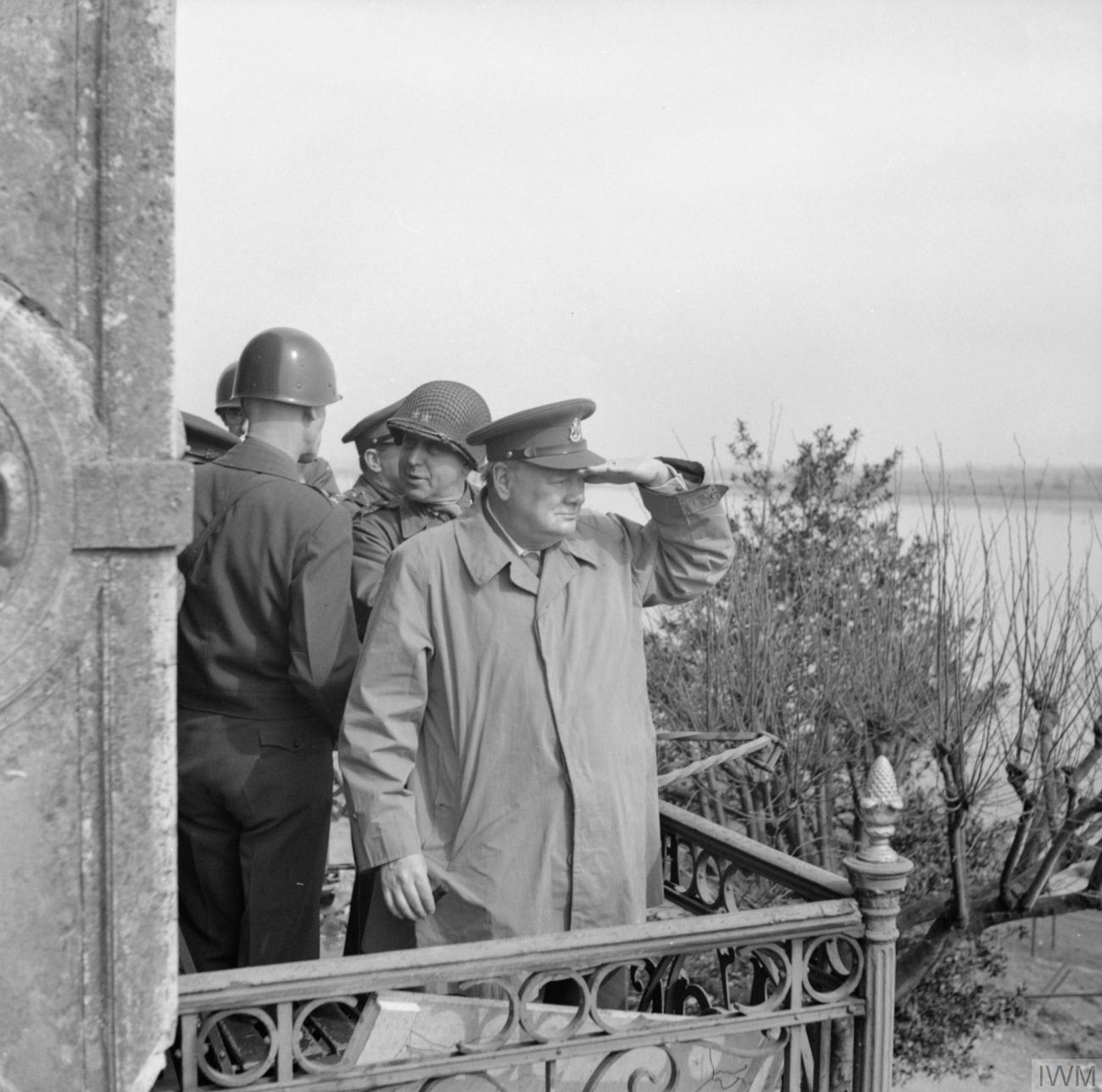
Churchill med amerikanska generaler på en balkong och tittar på allierade fordon som passerar Rhen, 25 mars 1945.
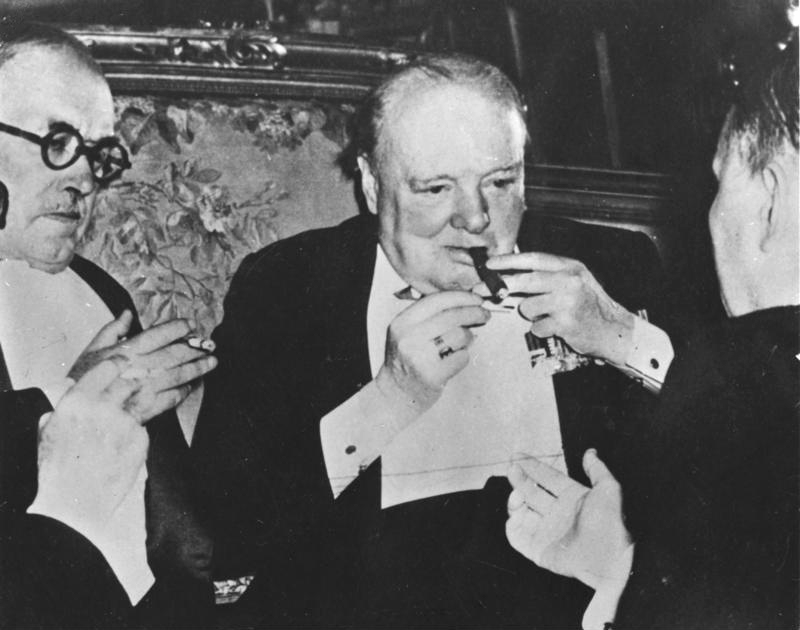
Churchill vid Potsdamkonferensen, juli 1945.
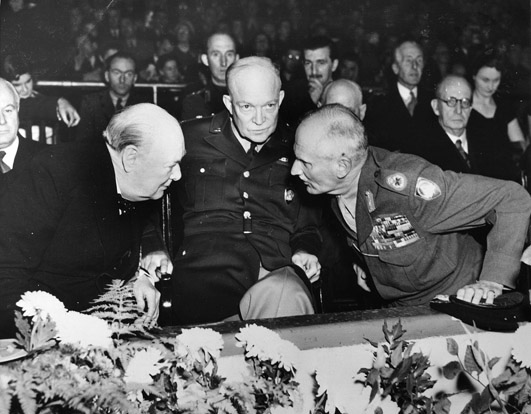
Churchhill, general Dwight D. Eisenhower och Montgomery, 19 oktober 1951.
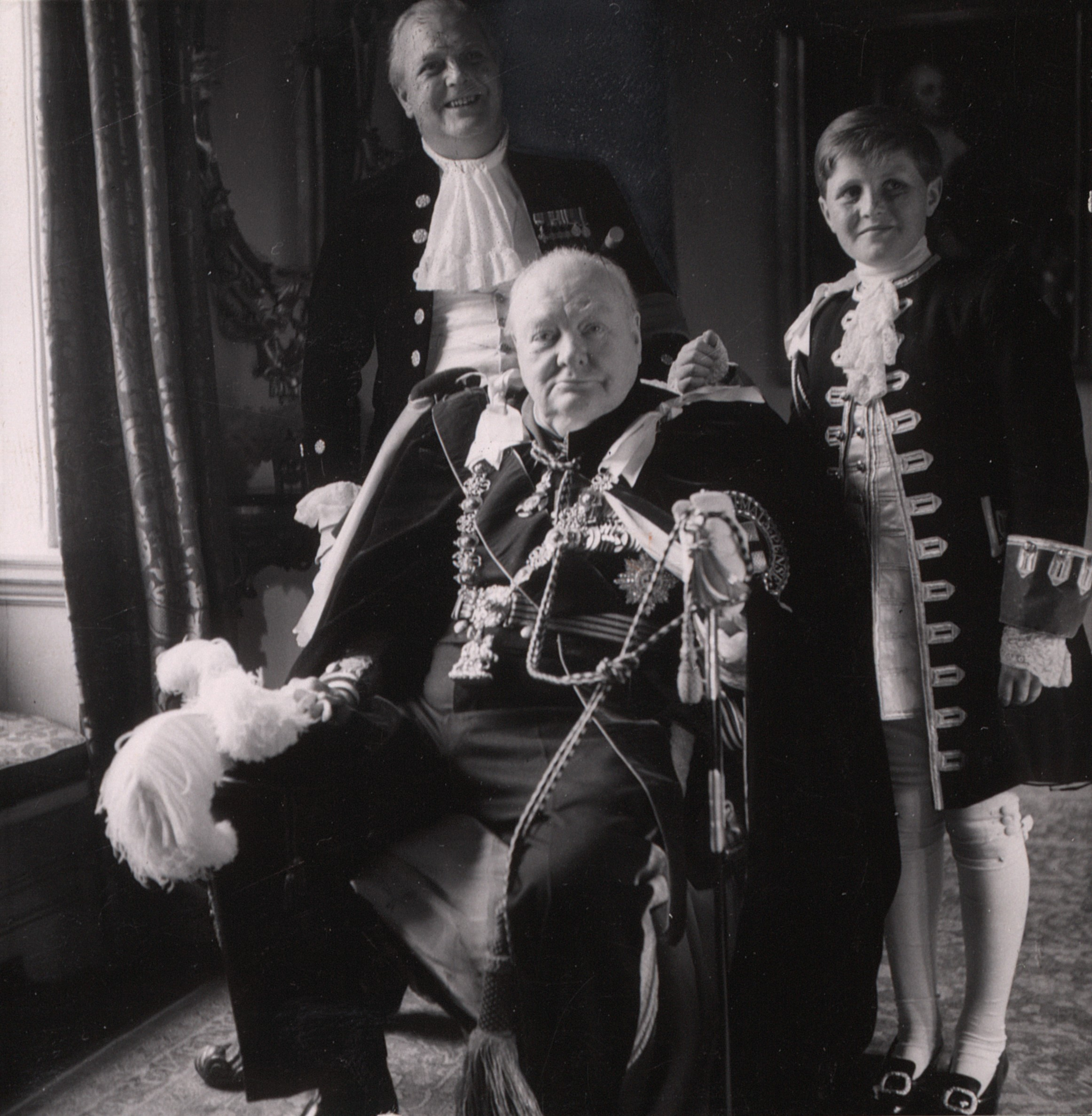
Sir Winston som strumpebandsriddare, flankerad av sin son och sonson, 1953.
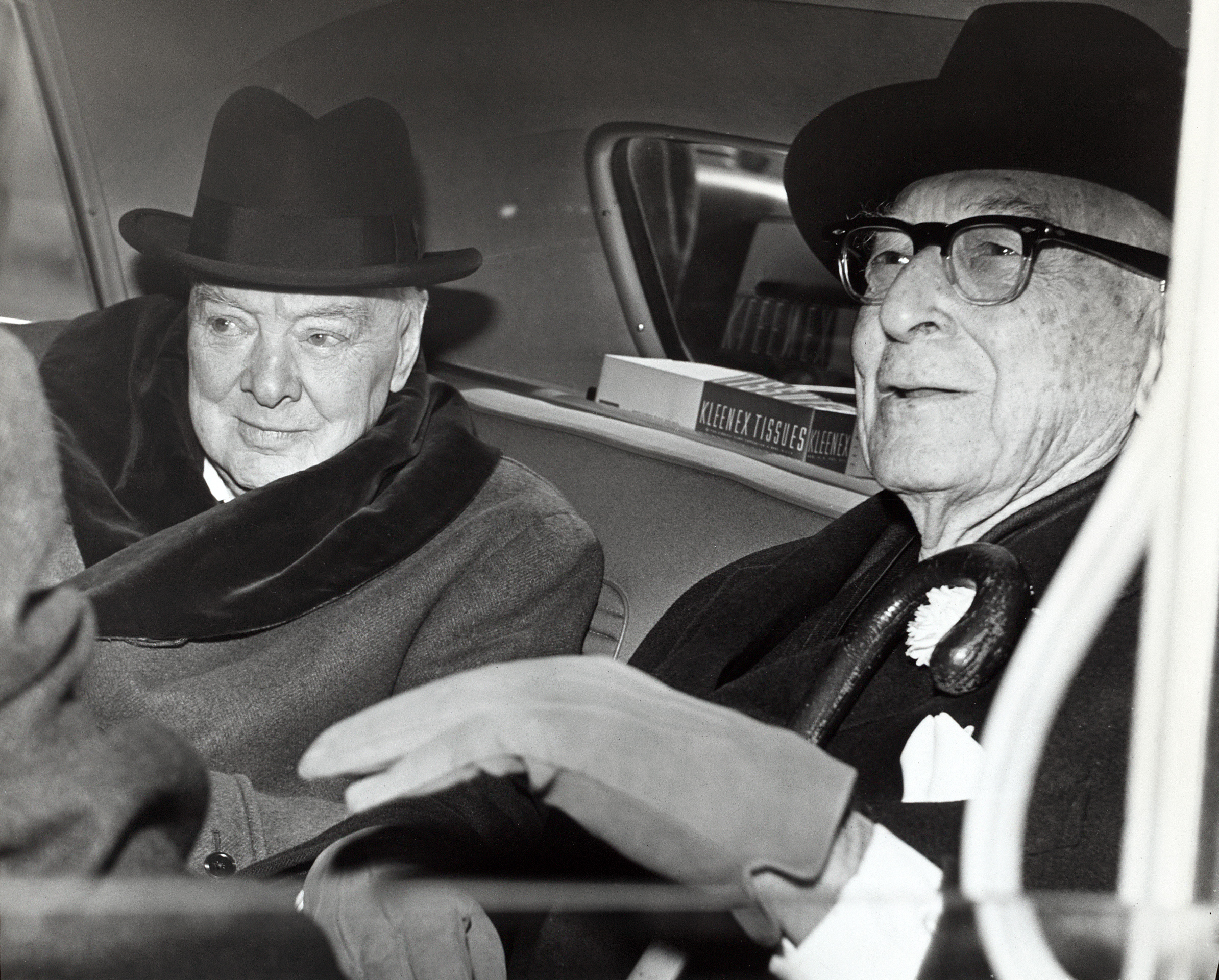
Churchill och Bernard Baruch talar i en bil framför Baruchs hem, 14 april 1961.